# Cerkev Santa Maria delle Carceri
Cerkev Santa Maria delle Carceri je centralno zasnovana renesančna cerkev v Pratu, Toskani, Italiji. Velja za eno prvih in s tem najpomembnejših primerov uporabe grškega križa v tlorisu v renesančni arhitekturi. Je ena mojstrovin arhitekta Giuliana da Sangalla. Cerkev je leta 1939 dobila status male bazilike (basilica minor).

## Zgodovina
Po legendi naj bi 6. julija 1484 nek otrok videl čudežno oživeti naslikano podobo Marije in otroka na steni zapora (carceri) v Pratu . Zaradi tega čudeža so se odločili, da na tej lokaciji zgradijo cerkev za proslavitev dogodka. Lorenzo Medičejski Veličastni, de facto gospodar Florentinske republike, je oblikovanje cerkve poveril svojemu najljubšemu arhitektu Sangallu. V predlogu je bil vključen tloris grškega križa, ki ga je navdihnila kapela Pazzijev Filippa Brunelleschija in teoretična dela Leona Battiste Albertija. Sangallo je uporabil isto idejo za svoj prvi projekt bazilike svetega Petra, kasneje pa ga je nadomestil Michelangelo. Isti model je navdihnil tudi njegovega brata Antonia da Sangalla starejšega za cerkev San Biagio pri Montepulcianu. Notranjost cerkve je bila dokončana od leta 1486 do 1495, zunanjost pa šele leta 1506. Zgornji del zahodnega kraka je bil zaključen v poznem 19. stoletju po zasnovi Sangalla.

## Zunanjost
Cerkev ima štiri enako velike krake, ki jih premošča majhna kupola. Zunanjost je kot običajno pisana, kot pri mnogih drugih stavbah v Pratu, z uporabo belega in zelenega marmorja (marmo verde di Prato ali serpentino). Nižji del kaže značilno dekoracijo z okvirji, ki bi se prvotno morala nadaljevati v zgornjem predelu in dokončati z timpanonom (to lahko vidimo samo v enem kraku).
Majhna kupola ima boben z dvanajstimi okroglimi okni, stožčastim pokrovom in lanterno.
Zvonik je zgradil Francesco Valentini več stoletij kasneje, v letih 1777-1780.

## Notranjost
Notranjost ima slovesno in elegantno renesančno vzdušje, s štirimi kraki, ki se začnejo iz kockaste centralne dvorane, ki jo premaga polsferična kupola. Kraki križa so ločeni od osrednjega prostora z močnimi loki , ki jih pokrivajo oboki. Vsi vogali so označeni s pilastri z dragocenimi kapiteli, katerih ogredje poudarja obok.
Kraki so okrašeni s štirimi vitražnimi okni, ki jih je zasnoval Domenico Ghirlandaio (1491). Nadstropje zaključuje dekorativen friz iz belo in modro polihromirane terakote iz delavnice Andrea della Robbia; Della Robbia je bil tudi avtor tondov z evangelisti (1491) v sferičnih trikotnikih kupole.
Visoki oltar, ki ga izdelal Sangallo po vzoru tistega v rimskem Panteonu, je v belem marmorju. Oltarna slika je prikazuje čudež, zaradi katerega je bila postavljena cerkev, Marijo z otrokom med sv. Leonardom in Štefanom (1330-1340).
Krak s prezbiterijem se konča s parapetom Bernarda Buontalenta (1588), ki ga obdajata dva kamnita oltarja (1575).
V zakristiji (s fresko Marije ponižnosti, 1420) so nekatere sobe starodavnega zapora.

## Slike
- Tloris
- Prerez
- Carceri, san giovanni, tondo Andrea della Robbia
- Kupola

## Opomba
Majhna cerkev z imenom Santa Maria delle Carceri je v frančiškanskem samostanu na gori Subasio v Umbriji, zgrajena okoli Eremo delle Carceri.